# Jonathan Wathen-Waller
Jonathan Wathen, 1er baronnet Waller (6 octobre 1769 - 1er janvier 1853) est un ophtalmologiste et chirurgien des yeux anglais, qui pratique son métier à Londres durant la dernière partie de l'ère géorgienne. Il est le docteur des yeux (en anglais : Eye doctor) du roi George III du Royaume-Uni et de ses fils George IV du Royaume-Uni et Guillaume IV du Royaume-Uni.